# Viola beckiana
Viola beckiana är en violväxtart som beskrevs av Franz Fiala. Viola beckiana ingår i släktet violer, och familjen violväxter. Inga underarter finns listade i Catalogue of Life.